# Mitsuo Sawamoto
Mitsuo Sawamoto (jap. 澤本 光男, Sawamoto Mitsuo; * 1951 in Kyōto) ist ein japanischer Polymerchemiker an der Universität Kyōto.

## Leben und Wirken
Sawamoto erwarb an der Universität Kyōto 1974 einen Bachelor, 1976 einen Master und 1979 bei Toshinobu Higashimura einen Ph.D. in Polymerchemie. 1980 und 1981 arbeitete er als Postdoktorand an der University of Akron, bevor er 1981 eine erste Dozentenstelle an der Universität Kyōto erhielt. Seit 1994 war er Professor für Polymerchemie an der Graduiertenschule für Ingenieurwesen an der Universität Kyōto. Im März 2017 wurde er emeritiert. Die Zeitschrift Polymer Chemistry (Wiley) gab ihm zu Ehren und anlässlich seiner Emeritierung ein Heft heraus.
Von 2008 bis 2010 war Sawamoto Präsident der Japanischen Gesellschaft für Polymerwissenschaften. Stand 2013 war er Mitglied des Science Council of Japan. Er gehörte zu den Herausgebern von Journal of Polymer Science A: Polymer Chemistry.
1995 beschrieben Sawamoto und Krzysztof Matyjaszewski fast gleichzeitig und unabhängig voneinander die Atom Transfer Radical Polymerization (ATRP).
Sawamoto veröffentlichte mehr als 350 Originalarbeiten und mehr als 30 systematische Übersichtsarbeiten. 1992 erhielt er den Arthur K. Doolittle Award der American Chemical Society (ACS), 2017 die Benjamin Franklin Medal des Franklin Institute.
Seit 2021 zählt ihn der Medienkonzern Clarivate aufgrund der Zahl seiner Zitierungen zu den Favoriten auf einen Nobelpreis (Clarivate Citation Laureates).